# Typhlobunellus
Typhlobunellus is een geslacht van hooiwagens uit de familie Assamiidae.
De wetenschappelijke naam Typhlobunellus is voor het eerst geldig gepubliceerd door Roewer in 1927. 

## Soorten
Typhlobunellus omvat de volgende 2 soorten:
- Typhlobunellus formicarum
- Typhlobunellus platypalpis